# Chaetoderma pellucidum
Chaetoderma pellucidum is een schildvoetigensoort uit de familie van de Chaetodermatidae. De wetenschappelijke naam van de soort is voor het eerst geldig gepubliceerd in 1987 door Ivanov in Scarlato.